# 東京銀行本店 (建築物)
ここではかつて存在した日本の銀行である東京銀行が本店とした建築物（現在、三菱UFJ銀行日本橋支店が入居する、三菱UFJ銀行本店別館と称する建物を含む）について記す。

## 沿革
1879年（明治12年）創立されたかつての横浜正金銀行では1899年（明治32年）東京出張所を設置させ、翌年の1900年（明治33年）にはそれを支店と成したが、それをより大ならしめることを企て、その意図により1907年（明治40年）6月周辺の地所を取得し、1920年（大正9年）10月より建設に着手した。然るにそれは関東大震災の発生により設計の変更ならびに遅延をやむなくされたが、1927年（昭和2年）6月30日にはその全工程の成されるところとなった。第二次世界大戦で日本が敗戦した後、正金は占領軍の命により解散させられるのやむなきにいたったが、以後、それを引き継がせるべくして1946年（昭和21年）12月17日設立され、1947年（昭和22年）1月1日開業した株式会社東京銀行の本店として供される運びとなった。
時勢の移りとともに、これは狭隘となったので1964年（昭和39年）6月より道路を挟んだ地所において別館の建設に着手され、1966年（昭和41年）5月完成した。
そして、東銀は旧正金東京支店以来の部分を解体撤去したうえその跡地において高層建物を建設する計画を発表した。これに対して建築史家の村松貞次郎などは歴史的建築物として外壁保存の上新建物を建設するよう保存運動をもって東銀に要請していたが、1975年（昭和50年）12月、ついに同行はこれを聞き入れることなく取り壊した。
新本店は上記建物の跡地において1979年（昭和54年）4月竣工し、同年5月7日開館した。東銀と三菱銀行の合併により東京三菱銀行東京営業部となったことを経て、現在、東京三菱銀行とUFJ銀行の合併により発足した三菱UFJ銀行の日本橋支店（東京三菱銀行時代に、旧三菱店舗の日本橋支店に統合され、日本橋支店が当地に移転）・室町支店・日本橋中央支店となっている。

## 建築概要
旧正金東京支店の設計は長野宇平治によるものである。百尺規制以前の建築なので高さは110尺もある。
別館の設計は三菱地所によるもので施工は大林組である。
旧正金東京支店跡に建てられた建物の設計は三菱地所によるもので施工は竹中工務店である。これには旧本店の遺構の一部も利用されている。なお公開空地におかれているステンレス製の物体は建畠覚造による作品であり「瑞兆」と名づけられている。